# (84522) 2002 TC302
(84522) 2002 TC302 est un objet massif de la ceinture de Kuiper de près de 580 km de long, ce qui fait de lui un candidat possible pour la catégorie de planète naine. 2002 TC302 orbite autour du Soleil à une distance de 39,015  à   71,922 ua, pour une période orbitale de 413 ans.
Il accomplit 2 orbites pour 5 orbites de Neptune. 
(84522) 2002 TC302 a été découvert le 9 octobre 2002 par le programme Near Earth Asteroid Tracking à l'observatoire Palomar.

## Une planète naine?
2002 TC302 est un objet de la ceinture de Kuiper, ayant une magnitude absolue de 3,92. Le télescope spatial Spitzer avait estimé qu'il devrait avoir un diamètre de 1 145,7 km. Cependant, des mesures plus récentes ont ramené son diamètre à 584,1 +105,6
−88,0 km. 2002 TC302 est un candidat possible au titre de planète naine.

## Résonance
Le Minor Planet Center (MPC) et le Deep Ecliptic Survey (DES) montrent que ce corps est en résonance avec Neptune dans le rapport 2:5  : il boucle 2 orbites pour 5 orbites de Neptune. 
Depuis 2009, elle est la plus grande planète naine candidate connue pour être en résonance avec Neptune. 
2002 TC302 arrivera à son périhélie en 2059, celui-ci de 39,1 ua est environ la même que le demi-grand axe de Pluton. 
Il a été observé 527 fois en plus de 23 ans.

La rotation de comparée à Pluton, dans un référentiel en rotation, Neptune est représentée en blanc stationnaire à 315°, Pluton est en gris et en rouge, Uranus en bleu, Saturne en jaune et Jupiter en rouge.